# Brouwerij Maes
Brouwerij Maes was tot 1969 een zelfstandige bierbrouwerij in het Belgische Waarloos. In 1988 ging het een fusie aan met de Brouwerijen Alken-Kronenbourg, waarmee het thans de groep Alken-Maes vormt, sinds 2008 een onderdeel van Heineken. In 2003 werd de brouwerij in Waarloos gesloten.

## Geschiedenis

### Familiebedrijf
De basis ervan werd gelegd in 1880 door Egied Maes. Het kwam tot groei onder de drie volgende generaties van de familie Maes. 
Steenbakker Egied en Nicko Maes verkreeg de brouwerij Sint-Michaël in 1880, ze was tot dan eigendom van Lieven Van Hooymissen, die de zaak sinds 1849 in handen had. Egied bleef aan het roer tot in 1901, waarna de leiding werd overgenomen door zijn zonen Ferdinand en Theophile. Pas dan kwam de naam Stoombrouwerij Mouterij St-Michaël Gebroeders Maes in gebruik met het destijds populaire Prima Maezenbier, Paterke Maes en Export. Via investeringen, grootschalige verbouwingen en overnames groeide de brouwerij uit tot een grotere speler in de Belgische bierproductie. De productie steeg van 9.200 hectoliter (hl) in 1914 tot 70.000 hl in 1940. Later werd het bedrijf lange tijd geleid door de kleinzonen Michel en Eduard en achterkleinzoon Theo Maes.
In 1977 nam men de Brusselse brouwerij Vandenheuvel-Ixelberg over, in 1978 kwam Brasserie-Malterie l’Union uit Jumet aan de beurt. In 1979 werd de Brasserie des Houillières uit het Franse Allouagne eveneens overgenomen. In 1978 werd de kaap van één miljoen hl genomen, onder leiding van de achterkleinzoon Theo Maes.

### In andere handen
In 1969 werd Brouwerij Maes overgenomen door Watney Mann uit Londen dat in 1973 zelf werd overgenomen door het Engelse Grand Metropolitan (GrandMet). In tegenstelling tot Watney was Grand Metropolitan een holding die niet alleen brouwerijen in zijn portefeuille had. Toen deze laatste in 1985 te kennen gaf uit de brouwerijsector te stappen, kocht Theo Maes de brouwerij terug voor een bedrag van 1,9 miljard Bfr. (ong. € 47 miljoen) door middel van een managementbuy-out.
In 1988 sloot Theo Maes een overeenkomst met de Franse voedingsgroep BSN, eigenaar van Brasseries Kronenbourg en de Brouwerij van Alken, en werden de Brouwerijen Alken-Maes opgericht. In 1993, na 113 jaar, kwam er een einde aan de invloed van de familie Maes binnen het bedrijf. Toen verkocht namelijk Theo Maes zijn aandeel van 25% aan de BSN. In 2000 verkocht BSN alle brouwerijen in Frankrijk, Italië en België aan Scottish & Newcastle uit het Verenigd Koninkrijk.

### Einde
In 2001 werd aangekondigd dat de brouwerij in Waarloos binnen de drie jaar sloot. De productie werd vanaf 31 maart 2003 overgeheveld naar Alken. De brouwerijgebouwen werden afgebroken. De hoofdzetel bleef aanvankelijk in Waarloos, maar verhuisde ten slotte begin 2011 van Waarloos naar industriepark Mechelen-Noord, langs de E19.